# Bangkes
Bangkes is een bestuurslaag in het regentschap Pamekasan van de provincie Oost-Java, Indonesië. Bangkes telt 8243 inwoners (volkstelling 2010).